# Sandhausen
Sandhausen település Németországban, azon belül Baden-Württembergben. Lakosainak száma 15 421 fő (2023. december 31.).

## Népesség
A település népessége az elmúlt években az alábbi módon változott:
| Lakosok száma | 7871 | 9832 | 11 541 | 12 374 | 12 470 | 13 685 | 13 946 | 14 279 | 14 577 | 15 421 |
|               | 1961 | 1967 | 1974   | 1980   | 1987   | 1993   | 2000   | 2006   | 2013   | 2023   |